# 细齿冬青
细齿冬青（学名：Ilex denticulata）是冬青科冬青属的植物。分布在印度以及中国大陆的云南等地，生长于海拔2,000米的地区，多生在混交林中，目前尚未由人工引种栽培。